# Ladislav Coufal
Ladislav Coufal (13. října 1946 – 21. srpna 2018) byl český fotbalový záložník.

## Fotbalová kariéra
V československé lize hrál za VP Frýdek Místek. Nastoupil ve 26 ligových utkáních a dal 2 góly. Začínal v brněnských Husovicích a hrál také za Vítkovice.

## Ligová bilance
| Ročník                                   | Zápasy | Góly | Minuty | Klub             |
| ---------------------------------------- | ------ | ---- | ------ | ---------------- |
| 1. československá fotbalová liga 1976/77 | 26     | 2    | 2 134  | VP Frýdek Místek |
| CELKEM I. LIGA                           | 26     | 2    | 2 134  |                  |